# Arostratum oblitum
Arostratum oblitum Massa, 2015 è un insetto ortottero della famiglia Tettigoniidae, diffuso nell'Africa orientale. È l'unica specie nota del genere Arostratum.

## Etimologia
Il nome del genere, Arostratum (in latino = "privo di rostro") fa riferimento ad una caratteristica anatomica tipica del genere, e cioè l'assenza dello sperone tibiale che è invece presente in molte specie simili (vedi sotto); l'epiteto specifico oblitum (= "dimenticato") si riferisce al fatto che il primo esemplare di questa specie fu raccolto nel 1910 ed è stato formalmente descritto, sulla base di un campione museale, oltre 100 anni dopo la sua raccolta.

## Descrizione
Questo ortottero, lungo circa 14 mm, ha una livrea prevalentemente giallo-verdastra. Il pronoto e le tegmine sono verdi; l'addome è brunastro. L'apice del decimo tergite è nero, come pure la piastra sub-genitale. Il primo articolo delle antenne è nero, gli altri sono rossastri. I femori sono verdi e gialli, le tibie rossastre; i femori sono lunghi quasi una volta e mezzo il resto del corpo e le tibie dei maschi sono prive del caratteristico sperone che è invece presente in Atlasacris, Monticolaria, Odonturoides e Meruterrana, tutti generi con cui presenta notevoli somiglianze.

## Distribuzione e habitat
Questa specie è diffusa in Kenya, Tanzania e Uganda.